# The Fallout (álbum)
The Fallout es el primer álbum de estudio de la banda canadiense Default. Fue lanzado el 2 de octubre de 2001. Fue producido por el vocalista de Nickelback, Chad Kroeger, ha contribuido a la producción del álbum y coescribió seis de sus canciones incluyendo su segundo sencillo. Con dos sencillos, The Fallout es ampliamente considerado como el mejor trabajo de incumplimiento y fue su mayor éxito comercial, la obtención de la certificación de platino en los Estados Unidos.
La canción "Wasting My Time" recibió mucha cobertura radiofónica lo largo de 2001 y 2002. El segundo sencillo, "Deny", se presentó en la banda sonora del juego popular NHL 2003 de EA Sports y también recibió una gran cantidad de tiempo en el aire, ayudando de inicio predeterminada en la corriente principal de rock canadiense.

## Lista de canciones
Toda la música compuesta por Default, except where noted. 
| N.º | Título                                   | Duración |  |
| 1.  | «Sick & Tired» (Default, Chad Kroeger)   | 2:59     |  |
| 2.  | «Deny» (Default, Chad Kroeger)           | 3:55     |  |
| 3.  | «Wasting My Time»                        | 4:29     |  |
| 4.  | «Slow Me Down» (Default, Chad Kroeger)   | 3:23     |  |
| 5.  | «One Late Night» (Default, Chad Kroeger) | 3:10     |  |
| 6.  | «Seize the Day» (Default, Chad Kroeger)  | 2:43     |  |
| 7.  | «Somewhere»                              | 3:20     |  |
| 8.  | «Live a Lie» (Default, Chad Kroeger)     | 3:40     |  |
| 9.  | «By Your Side»                           | 2:46     |  |
| 10. | «Faded» (Default, Chad Kroeger)          | 3:23     |  |
| 11. | «Let You Down»                           | 3:29     |  |

Limited edition bonus tracks
| Original presión & Limited edition bonus tracks |                                                           |             |  |
| N.º                                             | Título                                                    | Duración    |  |
| 12.                                             | «Blind» (Limited edition bonus track & Original pressing) | 3:11 & 3:04 |  |
| 13.                                             | «Deny (Acoustic)»                                         | 3:55        |  |
| 14.                                             | «Wasting My Time (Acoustic)»                              | 4:18        |  |
| 15.                                             | «Circles» (Original Pressing)                             | 3:27        |  |

## Posicionamiento en listas
| Lista (2001)                        | Posiciones |
| ----------------------------------- | ---------- |
| Nueva Zelanda (Recorded Music NZ)   | 49         |
| Estados Unidos (Billboard 200)      | 51         |
| US Heatseekers Albums (Billboard)   | 1          |
| Estados Unidos (Independent Albums) | 1          |

| Año  | Sencillo          | Lista                            | Posición |
| ---- | ----------------- | -------------------------------- | -------- |
| 2001 | "Wasting My Time" | US Modern Rock Tracks            | 3        |
| 2001 | "Wasting My Time" | US Hot Mainstream Rock Track     | 2        |
| 2002 | "Wasting My Time" | US Billboard Hot 100             | 13       |
| 2002 | "Wasting My Time" | US Top 40 Tracks                 | 13       |
| 2002 | "Wasting My Time" | US Hot Adult Top 40 Tracks       | 14       |
| 2002 | "Wasting My Time" | US Mainstream Top 40 (Pop Songs) | 11       |
| 2002 | "Wasting My Time" | US Top 40 Adult Recurrents       | 6        |
| 2002 | "Deny"            | US Modern Rock Tracks            | 14       |
| 2002 | "Deny"            | US Hot Mainstream Rock Track     | 7        |
| 2002 | Live A Lie        | US Hot Mainstream Rock Track     | 31       |
| 2002 | Live A Lie        | US Hot Adult Top 40 Tracks       | 14       |

## Personal
| Default - Dallas Smith - Voz principal - Jeremy Hora: Guitarra - David Benedict: Bajo eléctrico - Danny Craig: Batería, Percusión Músicos adicionales - Rick Parashar - Teclados, piano | Portada - Benjamin Wheelock - Diseño del álbum - Blake Little - Fotografía Producción - Rick Parashar y Chad Kroeger - Productores - Kip Beelman, Joe Spivak, y Joey Moi - Ingenieros - Joey Moi y Rick Parasher - Mezcla - George Marino - Masterizado - Leonard B. Johnson - A&R |